# پریت پارن
پریت پارن (استونیایی: Priit Pärn؛ زادهٔ ۲۶ اوت ۱۹۴۶) کارگردان پویانمایی و کاریکاتوریست اهل استونی است.